# Хасан, Селим
Селим Хасан (Хассан, араб. سليم حسن‎; 15 апреля 1886 —  30 сентября 1961) — египетский египтолог. Известен своими раскопками в некрополе Гизы.
Он был первым коренным египтянином, ставшим профессором египтологии Каирского университета. Затем он был назначен заместителем директора Службы древностей.
Он написал 16-томную арабоязычную «Энциклопедию Древнего Египта» и руководил раскопками многих древнеегипетских гробниц под эгидой Каирского университета.

## Ранние годы и образование
Селим Хасан родился в деревне Мит-Наги 15 апреля 1886 года и рано лишился отца. Был студентом Высшего педагогического колледжа Каира под руководством Ахмеда Камаль-паши.
В 1912 году он стал учителем истории и безуспешно пытался устроиться помощника хранителя (куратора) Египетского музея, так как эта должность была доступна только иностранцам. Работу в этом музее получил только в 1921 году после давления со стороны египетского правительства в лице министра труда Ахмеда Шафик-паши. В Египетском музее наставником Селима Хасана был русский востоковед Владимир Голенищев.
С 1923 по 1927 год он учился в Практической школе высших исследований в Париже. В 1935 году он получил степень доктора философии Венского университета.

## Карьера
Хасан был первым египтянином, назначенным профессором египтологии в Каирском университете, где он преподавал с 1928 по 1936 год. Затем он был назначен заместителем директора Службы египетских древностей с 1936 по 1939 год, что сделало его первым египтянином, занявшим эту должность.
На этом посту он отвечал за уход за всеми памятниками в долине Нила. Он вернул в Египетский музей ряд артефактов, принадлежавших королю Фуаду и отказался уступить их обратно следующему монарху Фаруку. В ответ власти подвергли его преследованиям, в результате чего он покинул свой пост в 1940 году.

## Раскопки в Гизе
Вдохновленный археологическими работами Ньюберри и Германа Юнкера, с которым он работал, Хасан начал свою археологическую деятельность в 1929 году по поручению Каирского университета, что стало первым случаем, когда египтяне сами организовали раскопки. Начинал Хасан с расчистки мастаб в некрополе Гизы. Позже он очистил Большой Сфинкс в Гизе и его храм, включая большой амфитеатр вокруг него, в надежде защитить его от засыпания песком.
Селим Хасан раскапывал Центральное поле в Гизе с 1929 по 1939 год. Он обнаружил и описал множество мастаб, в том числе несколько нетронутых гробниц, важнейшими из которых была усыпальницы царицы Хенткаус и детей фараона Хафра, а также сотни артефактов, статуй и солнечных ладей Хуфу и Хафра. Результаты его раскопок были опубликованы в десяти томах. Из половины десятка миссий по раскопкам некрополя Гизы его работа оказалась с научной точки зрения самой важной (так, Джордж Рейснер, работавший на том же некрополе, опубликовал лишь небольшую часть своих результатов). Публикации Селима Хасана посвящены находкам в археологии, в том числе керамике, лишь побочно упомянутой Юнкером.

## Сочинения. «Энциклопедия Древнего Египта»
Труды Хасана в основном посвящены его археологическим изысканиям: «Раскопки в Гизе», «Раскопки в Саккаре, 1937—1938», «Сфинкс: Его история в свете новейших раскопок», десятитомник о Великой пирамиде Хуфу.
Его «Энциклопедия Древнего Египта» считается исчерпывающим историческим справочником по Древнему Египту. Хасан составлял её на арабском языке и работал над ней большую часть своей жизни.

## Признание
В 1954 году правительство президента Насера обратилось к опыту Салима Хасана, назначив его главой миссии, которая должна была определить степень воздействия строительства Асуанской плотины на древности Нубии. В 1960 году единогласно был избран членом Нью-Йоркской академии наук.
В 2015 году была представлена выставка «Селим Хасан: Легенда египтологии», в которую вошли архив рукописей и фотографий раскопок Хасана в Гизе и Саккаре. Была представлена книга Хасана «Дорога царя Унаса». Также задокументированы его попытки спасения нубийских памятников, а также нарисованные им карты и сделанные фотографии.